# Lago Villarino
Villarino es un lago argentino ubicado en el departamento Lácar de la provincia del Neuquén.

## Toponimia
Su nombre honra al marino y explorador español Basilio Villarino, que en los últimos años del siglo XVIII exploró la cuenca del río Limay, al que este lago pertenece. No obstante, es casi seguro que nunca llegó a visitar el lago que actualmente lleva su nombre.

## Geografía
Protegido por el Parque Nacional Nahuel Huapi, sus costas están cubiertas de un denso bosque andino patagónico, en muy buen estado de conservación. En ellas abundan el coihue, la lenga y el arrayán. En sus aguas abundan los salmónidos, especialmente varias especies de truchas, que atraen muchos visitantes a practicar en él la pesca deportiva.
Se accede a este lago por el "Camino de los Siete Lagos", que une las ciudades de San Martín de los Andes y Villa La Angostura. El camino es pavimentado desde la primera de estas ciudades hasta las orillas del lago Villarino. En sus costas hay un campamento, único lugar que provee alojamiento en la zona. Se han establecido algunos pobladores y un incipiente proyecto turístico en la costa este del lago, en la angosta franja que lo separa del Lago Falkner.
Este lago desagua por un estrecho canal sin nombre — de unos 300 m de largo — hasta el cercano lago Falkner. Desde este lago, sus aguas aportan al río Filo Hua Hum, afluente del río Caleufú, que es a su vez afluente del río Collón Curá, principal afluente del río Limay.
- Datos: Q3215269